# 中国人民解放军陆军特种作战学院
中国人民解放军陆军特种作战学院，简称陆军特种作战学院，本部位于中華人民共和國广西壮族自治区桂林市，隶属中国人民解放军陆军，主要承担陆军特种作战指挥军官、全军狙击手培训，以及海军陆战队、空降兵部分指挥生长军官本科基础教育任务。

## 沿革
中国人民解放军特种作战学院

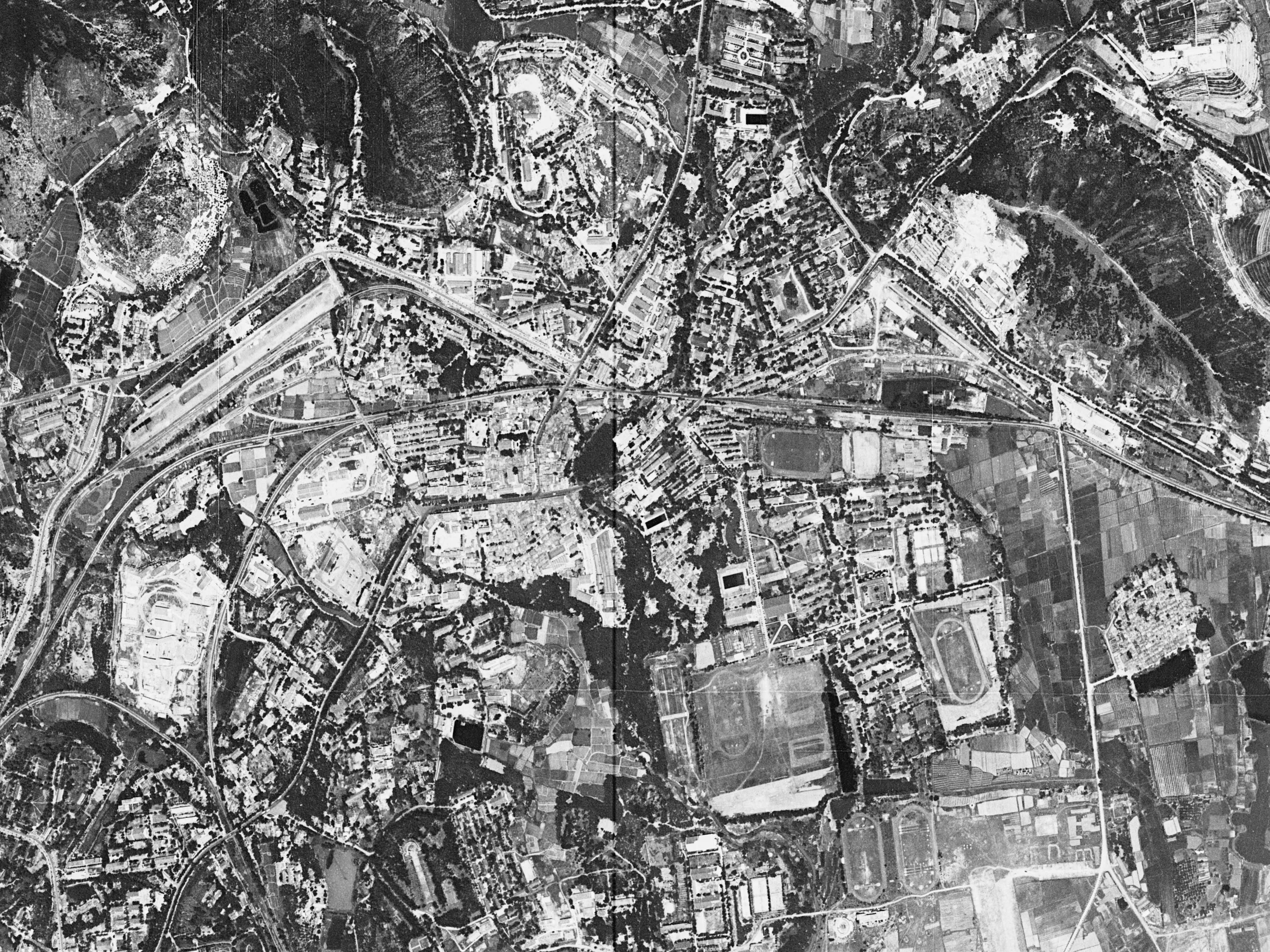
位于广州天河的解放军特种作战学院及周边卫星图（1966年）

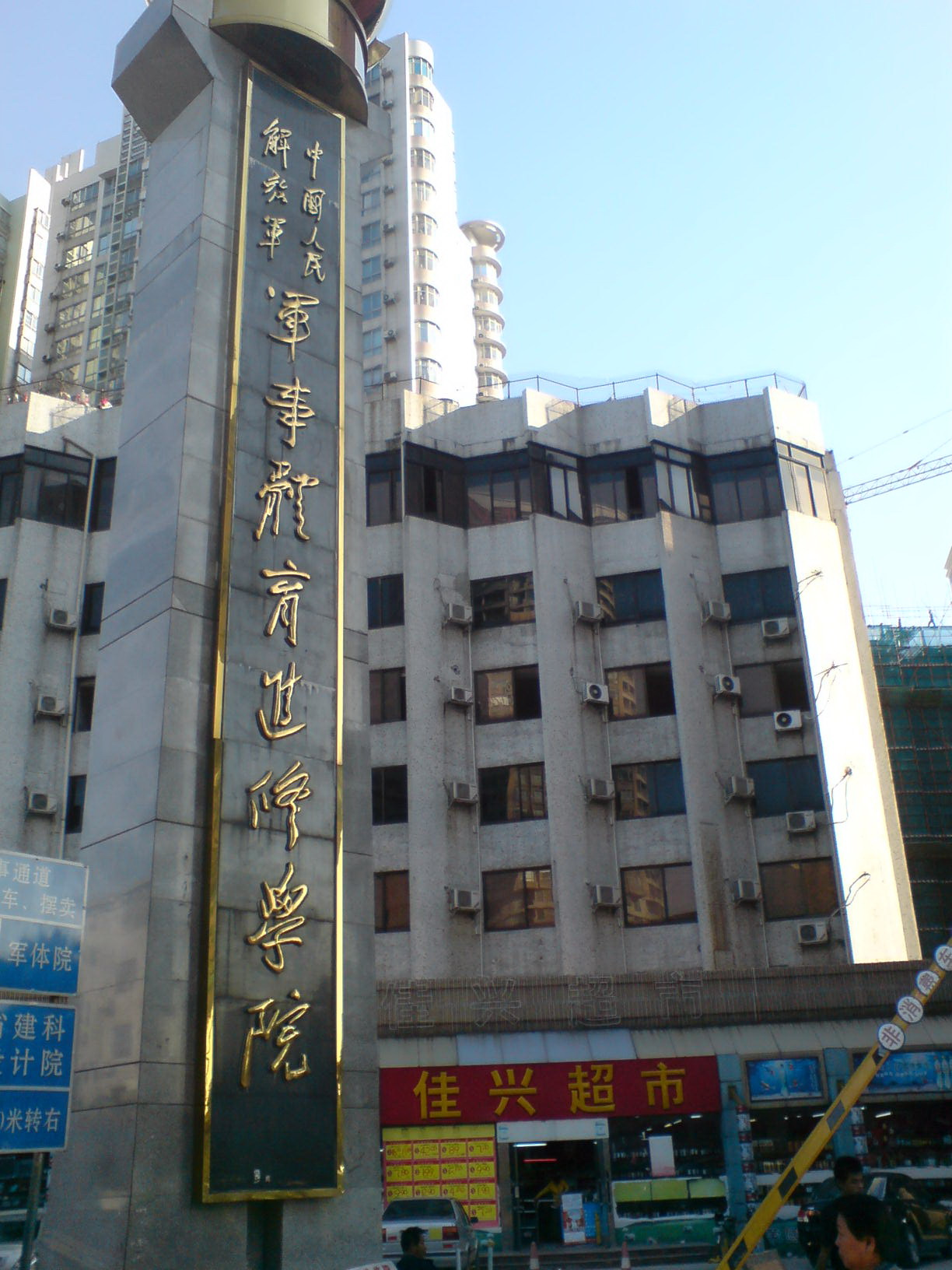
2008年，位于广东省广州市天河区沙河禺东西路38号的中国人民解放军军事体育综合训练基地（中国人民解放军军事体育进修学院）

- 1949年11月，驻粤中国人民解放军接管了位于广州沙河的中华民国中央警官学校第二分校，即以南下工作团第二分团为基础，组建中国人民解放军广东军政大学，归广东军区建制领导。校长兼政治委员叶剑英，第二副校长赵复兴，第二副政治委员兼政治部主任李孔亮，教育长曹诚。校部设训练部、政治部、干部部、物资保障部。辖4个学员大队，3000余人。第一、二、四大队招收学生和社会知识青年，培训军队文化教育干部；第三大队为干部队，主要培训广东军区部队中原坚持广东武装斗争的排、连、营干部，编有3个军事中队，2个政治中队，1个参谋中队，1个起义军官队。学制半年，仅办一期[2]。
- 1950年8月，广东军政大学更名为中国人民解放军中南军政大学第六分校，隶属中国人民解放军中南军政大学总校建制[2]。
- 1951年3月，改编为中国人民解放军第二十五步兵学校，归汉口中国人民解放军第四高级步兵学校建制领导，仍驻广州沙河。校本部设训练部、政治部、干部部、物资保障部。学员共3000人，编为第一、二、三、四学员大队。学员来自部队老战士，排、连干部及个别营级干部。主要培训基层干部，文化教育占70%，军事训练占20%，政治教育占10%。计划学习一年半，后因抗美援朝战争爆发，停止文化学习，转入军事训练。第一大队于1952年底毕业。第二、三、四大队于1953年6月毕业[2]。
- 1953年7月，改编为中国人民解放军军事体育学校，仍驻广州沙河[2][3]。行政管理、党政工作、后勤供应属中南军区，干部配备、业务指导属中国人民解放军总部。校本部设训练部、政治部、干部部、物资保障部，队列处、财务科（后来改成财务主任）。下辖6个学员队及1个练习连。编制员额905人。任务是为全军培养军、师、团体育主任，基层体育骨干及军事院校体育教员。学员主要来自部队现职体育干部、基层体育骨干。学制3至10个月，前后共办5期，招生3026人[2]。
- 1957年8月，学校整编撤销，部分干部组成中国人民解放军总参谋部体育干部轮训队。1958年7月，总参谋部体育干部轮训队扩编为中国人民解放军总参谋部体育干部训练大队。共办5期，训练学员2200名，代训越南留学生共2期87人。代管八一田径队、八一举重队、八一自行车队、八一射箭队、八一击剑队[2]。
- 1961年1月，以体育干部训练大队为基础，扩建为中国人民解放军体育学院。学院设训练部、政治部、院务部，速成系、基本系、运动系、院办公室。截至1965年，共训练学员2783人、越南留学生24人，并为全军各部队、院校代训体育骨干1800人。1959年到1965年，学院共有10名运动员213次打破男女射箭24项全国纪录，其中5名运动员25次打破12项世界纪录。1961年到1965年，举重队、田径队、自行车队共有29名运动员打破51项全国纪录，举重破1次世界纪录[2]。
- 1966年“文化大革命”爆发，学院中断办学[2]。
- 1969年4月学院撤销。成立中国人民解放军广州军区体育训练队，行使团级职权[2]。
- 1973年4月，广州军区体育训练队扩建为中国人民解放军军事体育训练大队，为师级单位[2]。
- 1974年9月，恢复中国人民解放军体育学院。1974年到1980年，招生25期，培训学员6358人。1981年专业调整，压缩体育专业，增设有线电信专业，3个系改成3个大队：体育专业为第一大队，学制3年，面向部队招生；通信专业为第二、三大队，面向军队、地方招生，学制分为2、3、4年。学院有两个院名，对外又称中国人民解放军广州通信学院[2]。
- 1986年，创建第二院名中国人民解放军广州通信学院。
- 1992年10月，学院撤编，拆分为中国人民解放军陆军参谋学院体育系、中国人民解放军通信指挥学院广州分院两个单位。
- 1993年6月，恢复中国人民解放军体育学院（中国人民解放军广州通信学院）建制，为正师级单位。
- 1993年，开始招收硕士研究生[4]。
- 1999年6月，全军院校体制编制调整，通信专业培训任务调整到其他单位，八一军体大队并入学院，学院定名为中国人民解放军体育学院，为正师级单位，直属中国人民解放军总参谋部领导。
- 2003年，撤销解放军体育学院，改建中国人民解放军军事体育综合训练基地，并作为中国人民解放军军事体育进修学院招收研究生[5]。
- 2011年6月，由中国人民解放军国际关系学院侦察与特种作战指挥专业（1978年开办）、军事体育综合训练基地合并组建为中国人民解放军特种作战学院，承担全军特种作战、部队侦察、军事体育、保密档案等专业领域人才培养任务[1][4]。
- 2016年，在深化国防和军队改革中，中国人民解放军特种作战学院转隶中国人民解放军陆军[6]。

中国人民解放军南部战区陆军桂林综合训练基地
- 1955年4月，在四川省重庆市成立中国人民解放军北碚步兵学校[7]。
- 1958年5月，校址迁至广西桂林市，更名为中国人民解放军桂林步兵学校，隶属中国人民解放军总参谋部院校部，由中国人民解放军广州军区代管[7]。
- 1961年8月，更名为中国人民解放军广州军区步兵学校，归广州军区建制领导[7]。
- 1968年7月，学校撤销[7]。
- 1973年10月，组建中国人民解放军广州军区军政干校，地址不变[7]。
- 1978年1月，复名为中国人民解放军广州军区步兵学校[7]。
- 1981年2月，更名为中国人民解放军桂林陆军学校[7]。
- 1986年9月，更名为中国人民解放军桂林陆军学院[7]。
- 1992年，桂林陆军学院由正军级降为正师级[8]。
- 2005年，遵照2003年11月第十五次全军院校工作会议精神，根据中央军委和广州军区党委命令，由原桂林陆军学院和原广州军区通信训练大队合并调整组建为副师级的中国人民解放军广州军区综合训练基地[8][9]（中国人民解放军75660部队）。2005年2月3日在桂林市正式挂牌成立[9]。
- 2016年1月，在深化国防和军队改革中，转隶中国人民解放军南部战区陆军，更名中国人民解放军南部战区陆军桂林综合训练基地[8][10]。

中国人民解放军陆军特种作战学院
- 2017年，以特种作战学院、桂林综合训练基地（原桂林陆军学院）为基础组建中国人民解放军陆军特种作战学院，副军级，主校区在桂林[1]。

## 历任领导
中国人民解放军特种作战学院
| 院长 - 叶剑英（1949年—1950年，广东军政大学校长；1950年—1951年，中南军政大学第六分校校长） - 阎捷三（1951年—1953年，第二十五步兵学校校长） - 郑大林（1953年—1953年，第二十五步兵学校校长；1954年—？，军事体育学校校长） - 何景荣（？—1957年，军事体育学校校长） - 徐其海 少将（1960年12月—1965年11月，体育学院院长） - 陈宗坤 少将（1965年—1969年，体育学院院长） - 彭施鲁（1973年10月—1974年10月，体育学院筹建小组组长；1974年10月—1979年3月，体育学院院长） - 罗长波（？—？，体育学院院长） - 王纪昌（？—？，体育学院院长） - 周今新（？—？，体育学院院长） - 雷凤石 少将（？—？，体育学院院长） - 边孝贤 少将（？—？，体育学院院长） - 张福奎 少将（？—？，体育学院院长） - 张训才 少将（1999年2月—2003年8月，体育学院院长） - 倪宏强 大校（2003年—？，军事体育综合训练基地司令员） - 杨文彬 大校（？—2009年，军事体育综合训练基地司令员） - 南宁 大校（2009年—2011年，军事体育综合训练基地司令员） - 唐胜群 大校（2011年—2017年，特种作战学院院长） | 政治委员 - 叶剑英（1949年—1950年，广东军政大学校长兼政治委员；1950年—1951年，中南军政大学第六分校校长兼政治委员） - 方国南 少将（1951年—1953年，第二十五步兵学校政治委员；1954年—？，军事体育学校政治委员） - 李孔亮 大校（？—1953年，第二十五步兵学校副政治委员；1954年—？，军事体育学校副政治委员；？—？，军事体育学校政治委员） - 周益宽（？—？，军事体育学校副政治委员；？—1957年，军事体育学校政治委员） - 曹传赞（1974年—1974年7月9日逝世，体育学院政治委员） - 周益宽（1974年—？，体育学院政治委员） - 周之同（？—？，体育学院政治委员） - 陈民选 少将（？—？，体育学院政治委员） - 丁中林 少将（？—？，体育学院政治委员） - 赵友胜 少将（？—？，体育学院政治委员） - 吴乃文 少将（？—2003年，体育学院政治委员；2003年—？，军事体育综合训练基地政治委员） - 肖文锦 大校（？—2011年，军事体育综合训练基地政治委员；2011年—2017年，特种作战学院政治委员） |

中国人民解放军南部战区陆军桂林综合训练基地
| 司令员 - 张介民 大校（1955年—1957年4月，北碚步兵学校校长） - 陈海涵 少将（1957年4月—1958年5月，北碚步兵学校校长；1958年5月—1960年，桂林步兵学校校长） - 杨大易 少将（1960年4月—1961年，桂林步兵学校校长；1961年—1967年，广州军区步兵学校校长） - 徐芳春（1973年10月—1978年，广州军区军政干校筹备小组组长、校长；1978年—1980年1月，广州军区步兵学校校长） - 刘存智（1980年—1981年，广州军区步兵学校校长；1981年—？，桂林陆军学校校长） - 陈广金（？—1986年，桂林陆军学校校长） - 马声儒 少将（1987年5月—1990年6月，桂林陆军学院院长） - 赵富刚 少将（1990年6月—1992年9月，桂林陆军学院院长） - 陈义春 少将（1992年9月—？，桂林陆军学院院长） - 李泽荣 少将（1998年7月—2001年，桂林陆军学院院长） - 钱晓林 少将（2001年—2004年，桂林陆军学院院长） - 龙义和 大校（2004年—2005年，桂林陆军学院院长；2005年—2007年，广州军区综合训练基地司令员） - 蒋敬 大校（2007年—2015年9月，广州军区综合训练基地司令员） - 颜平 大校（2015年—2016年，广州军区综合训练基地司令员；2016年—2017年，桂林综合训练基地司令员） | 政治委员 - 王衍铎 大校（1955年—1958年5月，北碚步兵学校政治委员；1958年5月—？，桂林步兵学校政治委员） - 赵平 大校（？—1961年，桂林步兵学校政治委员） - 周绍明 大校（1961年—？，广州军区步兵学校政治委员） - 郭超 大校（？—？，广州军区步兵学校政治委员） - 贺靖（1973年—1978年，广州军区军政干校政治委员；1978年—1981年，广州军区步兵学校政治委员） - 刘顺文（1976年6月—1978年，广州军区军政干校政治委员；1978年—1981年，广州军区步兵学校政治委员） - 王亮（1981年—1983年5月，桂林陆军学校政治委员） - 王永宁 中将（1983年5月—1986年，桂林陆军学校政治委员；1986年—1990年4月，桂林陆军学院政治委员） - 马声儒 少将（1990年6月—1992年，桂林陆军学院政治委员） - 赵富刚 少将（1992年9月—1995年2月，桂林陆军学院政治委员） - ？（1995年—1998年，桂林陆军学院政治委员） - 刘良凯 大校（1998年7月—1999年1月，桂林陆军学院政治委员） - 陈永昌 大校（1999年—？，桂林陆军学院政治委员） - 孙海潮 大校（？—2005年，桂林陆军学院政治委员） - 陶振庭 大校（2005年—？，广州军区综合训练基地政治委员） - 许多 大校（？—？，广州军区综合训练基地政治委员） |

中国人民解放军陆军特种作战学院
| 院长 - 肖秋良 大校（2017年—2020） - 黄新炳 少将（2020年—） | 政治委员 - 谢贻平 少将（2017年—2020） - 程伯福 少将（2020年—） |  |

副院长
- 孙晓勇 大校（2017年—）[30]
- 阎欣 大校（2020年—）[29]
- 王炳军 大校（2020年—）[31]
- 张军 大校（2020年—）[32]

## 专业设置
原中国人民解放军特种作战学院主要培养军事体育、特种训练、通信指挥等方面人才。在军事体育进修学院时期，该院多次成为国家体育训练基地，其中中国国家拳跆南方训练基地2007年就落户该院。2006年多哈亚运会前后，该院曾作为中国国家拳击队、中国国家男子跆拳道队冬训场所。2008年北京奥运会前，该院曾作为中国国家拳击队、中国国家射击队等队备战奥运会的集训场所。2016年时，该院硕士研究生专业有：军事硕士（军事指挥）、体育学。
2017年组建后，中国人民解放军陆军特种作战学院设3个专业：
- 作战指挥（特种作战分队指挥、侦察分队指挥、陆战分队指挥、空降分队指挥）[1]
- 侦察情报（侦察分队指挥）[1]
- 指挥信息系统工程（特种作战分队指挥、侦察分队指挥）[1]

## 校区
- 本部（广西壮族自治区桂林市象山区崇信路33号）[1]